# Municipio de Clark (condado de Cole)
El municipio de Clark (en inglés: Clark Township) es un municipio ubicado en el condado de Cole en el estado estadounidense de Misuri. En el año 2010 tenía una población de 3707 habitantes y una densidad poblacional de 16,25 personas por km².

## Geografía
El municipio de Clark se encuentra ubicado en las coordenadas 38°25′5″N 92°19′44″O / 38.41806, -92.32889. Según la Oficina del Censo de los Estados Unidos, el municipio tiene una superficie total de 228.14 km², de la cual 226.9 km² corresponden a tierra firme y (0.54%) 1.24 km² es agua.

## Demografía
Según el censo de 2010, había 3707 personas residiendo en el municipio de Clark. La densidad de población era de 16,25 hab./km². De los 3707 habitantes, el municipio de Clark estaba compuesto por el 98.11% blancos, el 0.22% eran afroamericanos, el 0.35% eran amerindios, el 0.16% eran asiáticos, el 0.03% eran isleños del Pacífico, el 0.27% eran de otras razas y el 0.86% pertenecían a dos o más razas. Del total de la población el 0.54% eran hispanos o latinos de cualquier raza.